# Carl von Schéele (kemist)
Carl Götrik Adolf von Schéele, född 6 december 1869 i Kilanda församling, Älvsborgs län, död den 13 oktober 1942 i Kristianstads församling, Kristianstads län, var en svensk kemist. Han var son till Götrik von Schéele.

## Biografi
von Schéele avlade mogenhetsexamen i Vänersborg 1890, filosofie kandidatexamen vid Uppsala universitet 1893 och filosofie licentiatexamen 1898. Han promoverades till filosofie doktor 1900 och blev docent i kemi samma år. von Schéele blev föreståndare för Kristianstads kemiska station 1904, tillförordnad överingenjör i kontrollstyrelsen 1912 och var överkontrollör vid brännvins- och maltdryckstillverkningen i Kristianstads län 1912–1937. Han tillkallades av finansdepartementet som sakkunnig för utredning rörande tillverkning och användning av sackarin 1913 samt rörande tillverkning och beskattning av maltdrycker 1922. von Schéele utgav ett flertal vetenskapliga skrifter. Bland dessa märks "Einige Methoden zur Reindarstellung der Cerit-metalle" (i Berichte der Deutschen Chemischen Gesellschaft 1899), "Om ceritmetallernas atomvärden" (i Svensk kemisk tidskrift 1899) och Praseodym och några af dess föreningar (dissertation, 1900). Han blev riddare av Vasaorden 1921 och av Nordstjärneorden 1936. von Schéele vilar på Östra begravningsplatsen i Kristianstad.

### Familj
von Schéele gifte sig 29 augusti 1907 i Kristianstad med Herta Håkansson (född 1885), dotter till handlanden Nils Håkansson och Karin Olsson. De fick tillsammans barnen Carl von Schéele (född 1908), Carin Charlotte Marianne von Schéele (1911–1913), Märta von Schéele (född 1914) och Georg von Schéele (född 1917).